# Eurypanopeus canalensis
Eurypanopeus canalensis is een krabbensoort uit de familie van de Panopeidae. De wetenschappelijke naam van de soort is voor het eerst geldig gepubliceerd in 1989 door Abele & Kim.